# Święto Ludowe
Święto Ludowe – święto polskiego ruchu ludowego obchodzone od 1904 w pierwszym dniu Zielonych Świątek.
W polskim ruchu ludowym myśl ustanowienia własnego święta wzorowana była na dniu Święta Pracy. Inicjatywę powołania obchodów Święta Ludowego podjęto na posiedzeniu Rady Naczelnej Polskiego Stronnictwa Ludowego w Rzeszowie 30 maja 1903. Pierwsze obchody święta, pod hasłem „Żywią i bronią”, odbyły się w 1904 i były upamiętnieniem 110. rocznicy bitwy pod Racławicami. W latach 1905–1906 w czasie obchodów organizowano kwesty na rzecz Polskiego Związku Ludowego, a także polskiej młodzieży w zaborze rosyjskim. Następnie obchodzenie Święta Ludowego zawieszono.
Decyzję o odtworzeniu Święta Ludowego podjęto 5 czerwca 1927 na Kongresie Stronnictwa Chłopskiego, przyjmując uchwałę, że: „Dniem Święta Stronnictwa Chłopskiego jest pierwszy dzień Zielonych Świątek, który wszyscy członkowie każdego roku powinni obchodzić w sposób uroczysty przez wywieszenie sztandarów stronnictwa, ozdobienie domów zielenią itp.” Ostateczna decyzja w sprawie święta została jednak podjęta 15 marca 1931 na kongresie zjednoczeniowym ruchu ludowego. Naczelny Komitet Wykonawczy Stronnictwa Ludowego 9 maja 1931 podjął uchwałę w sprawie pierwszych obchodów Święta Ludowego. W 1934 Sekretariat Naczelny SL podkreślił, że Święto Ludowe musi mieć charakter święta chłopskiego, a w uroczystościach mogą uczestniczyć tylko sztandary organizacji wiejskich, przede wszystkim SL, ZMW RP Wici, spółdzielni i organizacji rolniczych.
W 1939 władze sanacyjne zakazały publicznych obchodów święta, w czasie których dochodziło do chłopskich wystąpień antyrządowych. W okresie okupacji niemieckiej ludowcy sporadycznie obchodzili swoje święto. Święto obchodzono potajemnie w domach lub lasach, gdzie znajdowały się oddziały Batalionów Chłopskich.
Po zakończeniu II wojny światowej władze Polskiej Rzeczypospolitej Ludowej zmieniły charakter święta, stając się jego współgospodarzem.
Powrót do rzeczywistej tradycji Święta Ludowego nastąpił po 1990, po reaktywacji PSL. Święto jest obchodzone przez organizacje tej partii wszystkich szczebli.